# トニー・パーソンズ (プレゼンター)
トニー・パーソンズ（英：Tony Parsons、1939年 - ）は、50年以上のキャリアを持つカナダのブロードキャスターで、北アメリカで2番目に多く視聴されている地元の夕方のテレビニュース番組である、ブリティッシュコロンビア州バンクーバーにあるグローバルBCの『ニュースアワー（News Hour）』のアンカーを務めていた。CBUT-DTの『CBCニュース:バンクーバー（CBC News: Vancouver）』でグロリア・マカレンコと共に共同アンカーを務め、CHEK-DTで22:00のニュースを務めた。
父親はイギリス空軍の飛行中尉だった。母親はイタリア系だった。家族は1948年にイギリスからカナダに移住し、オンタリオ州フィーバーシャムに定住した。トロントのライアソン専門学院で1年間ラジオとテレビの芸術を学んだ後、オンタリオ州のラジオ局で仕事を探し、最終的に名前を「パーソナージ（Parsonage）」から「トニー・パーソンズ」に短縮した。最初の放送の仕事は、オンタリオ州ストラトフォードのCJCSでのカントリー及びウエスタンDJだった。トロントに上陸する前に、ストラトフォード、ゲルフ、ハミルトンで様々なラジオの仕事をしていた。CHUMラジオで短期間勤務した後、CTVの系列局であるCFTO-TVのリポーターとして最初のテレビの仕事に就いた。
1975年までCFTOの深夜アンカーに昇進し、ブリティッシュコロンビア州バンクーバーのCHAN-TV（BCTVとして知られている）の18:00のアンカースポットを埋める機会を受け入れ、そこで30年以上勤務した。また、ブリティッシュコロンビア州外でウェスタン・インターナショナル・コミュニケーションズが所有する放送局で放映され、同社がグローバルテレビジョンネットワークに買収されるまで続いたCHAN制作のニュース番組『カナダ・トゥナイト』の全国版キャスターでもあった（ビル・グッドは、BCTVで見られるBCバージョンをアンカーを務めた）。2004年、自身のキャリアの功績は、ジャック・ウェブスター財団からブルース・ハッチソン生涯功績賞を授与されたことで認められた。
2001年の映画「マテリアル・ウーマン」（別名「悪の女」）にテレビアンカーとしてカメオ出演した。同年、ジャック・ニコルソン監督の映画「プレッジ」に再びニュースアンカーとして出演した。
2002年、Confratellanza Italo-Canadese（イタリア系カナダ人団体）によってこの年のItalo-Canadian（イタリア系カナダ人）に選ばれた。
2007年5月、『ニュースアワー』でアンカーチェアから段階的に離任することを発表し、2010年冬季オリンピックまで火曜日と水曜日に勤務する予定であり、その後引退してドキュメンタリーを制作する意向を表明していた。
しかし、2009年12月16日、『ニュースアワー』のアンカーを35年間務めた後、グローバルBCで最後のニュース番組を務めた。前日、ラジオ局のCKNWへの電子メールでかなり突然の離任を確認していた。オリンピックが終わるまで留まると予想されていたが、理由は不明だが、予想よりもずっと早くにCHANを退職した。後にクリス・ゲイラスに取って代わられた。パーソンズはビクトリアのCHEK-TVに行き、同年3月15日から始まる22:00のニュースのアンカーを務めた。 
2010年4月12日、CBUTの夕方のニュース番組『CBCニュース:バンクーバー』の共同アンカーを務め、『CBCニュース:ザ・ナショナル』のリポーター及び代理アンカーを務めるために離任した共同アンカーのイアン・ハノマンシングに取って代わることが発表された。引き続き、CHEK-TVの22:00のニュース番組のホストを務めた。CBCでの夕方の放送の後、しばしばヘリコプターでビクトリア（妻と一緒に住んでいる）に飛んで、CHEK-TVの22:00のニュースでアンカーを務めた。2013年12月20日、『CBCニュース:バンクーバー』の共同アンカーを退任した。
パーソンズは、自身のジャーナリストとしてのキャリアについて、「A Life in the News（ニュースの中の人生）」という本を書いている。2009年11月23日、バンクーバーにレストラン「プア・イタリアン（Poor Italian）」をオープンし、一部所有権を持っている。